# Chuncheon
Chuncheon (deutsch etwa Fluss des Frühlings, historische deutsche Transkription Tschungtschon) ist die Hauptstadt der Provinz Gangwon-do in Südkorea. Die Großstadt hat 285.585 Einwohner.
Der Tourismus spielt eine wichtige Rolle, da Chuncheon in landschaftlich reizvoller Umgebung liegt und viele Ausflügler aus Seoul kommen.

## Geschichte
Bis 940 ist die Stadt unter wechselnden Namen belegt. Von 940 bis 1413 hieß sie Chunju (춘주; 春州), seit 1413 Chuncheon.
1896 wurde Chuncheon im Zuge der Wiederherstellung der koreanischen Provinzen Hauptstadt Gangwon-dos. Bis zur Auflösung der koreanischen Provinzen im Jahr 1895 war das weiter südlich gelegene Wonju Provinzhauptstadt gewesen.

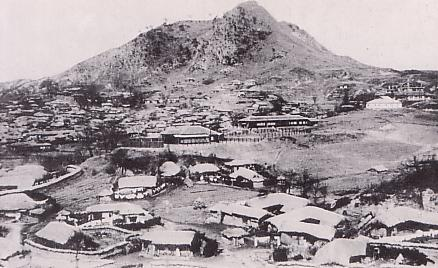
Shunsen zur Zeit der japanischen Kolonialherrschaft

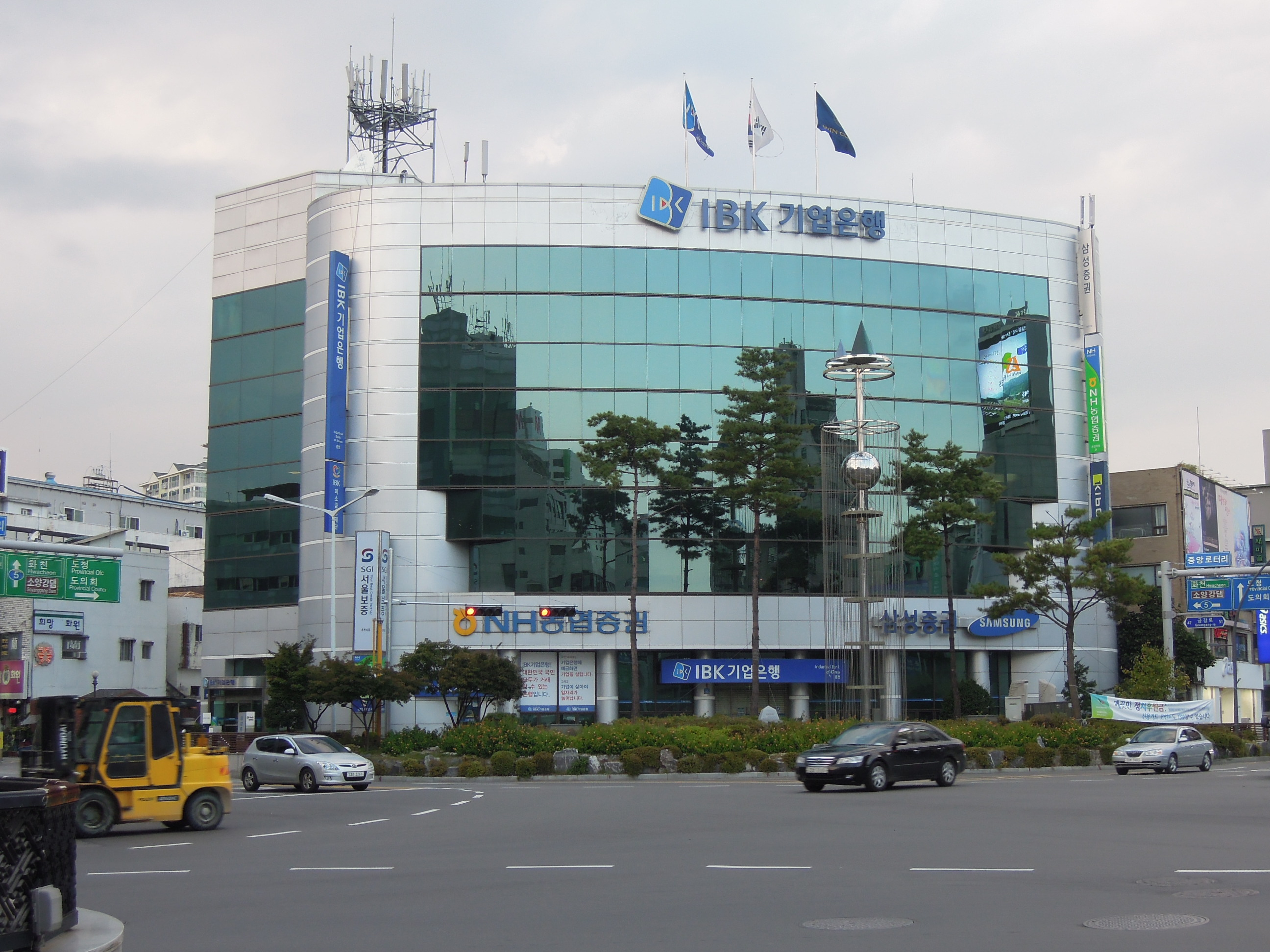
Dominanter Neubau in der Stadtmitte von Chuncheon

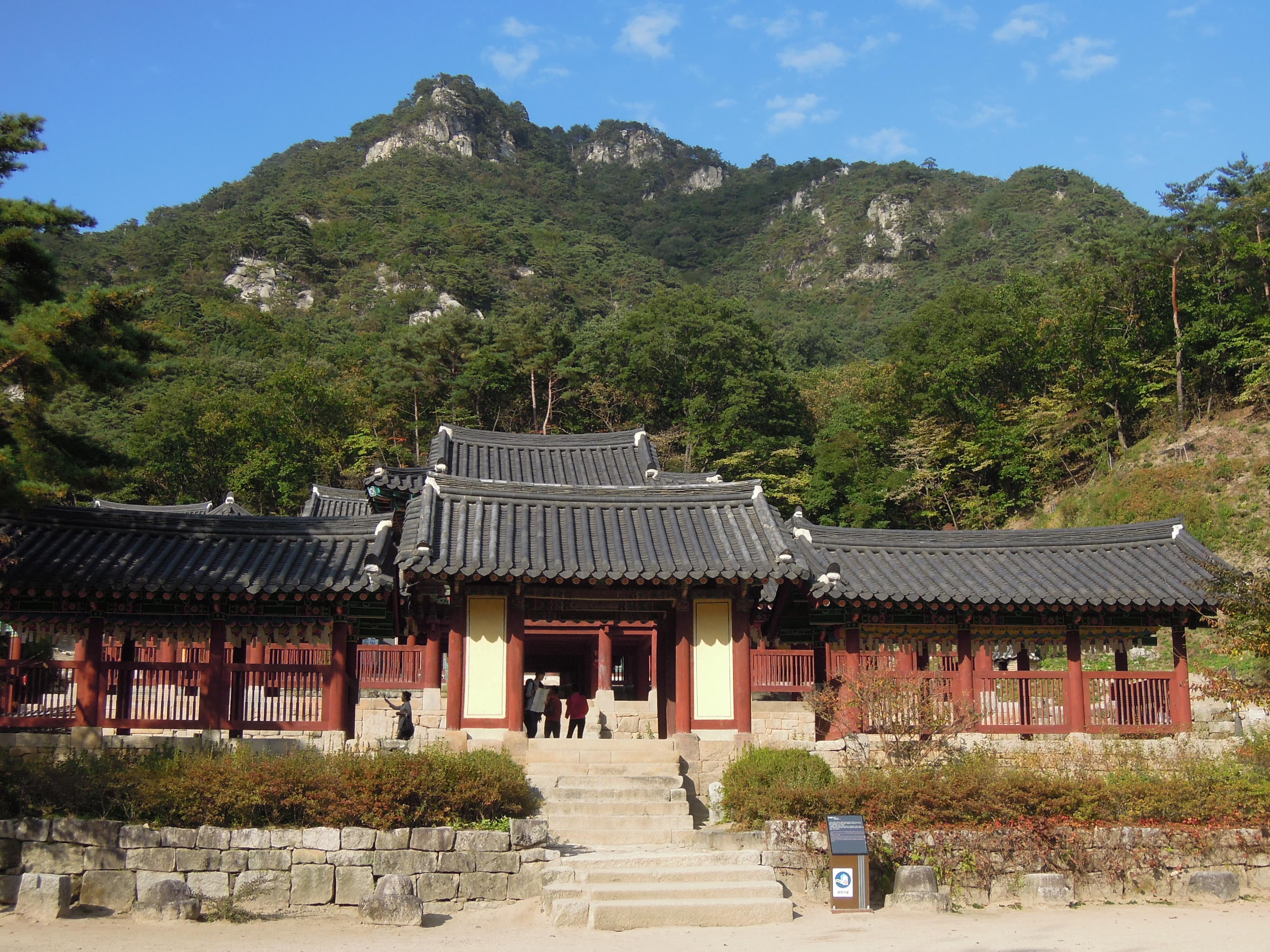
Der berühmte Cheongpyeong-Tempel am Stadtrand von Chuncheon

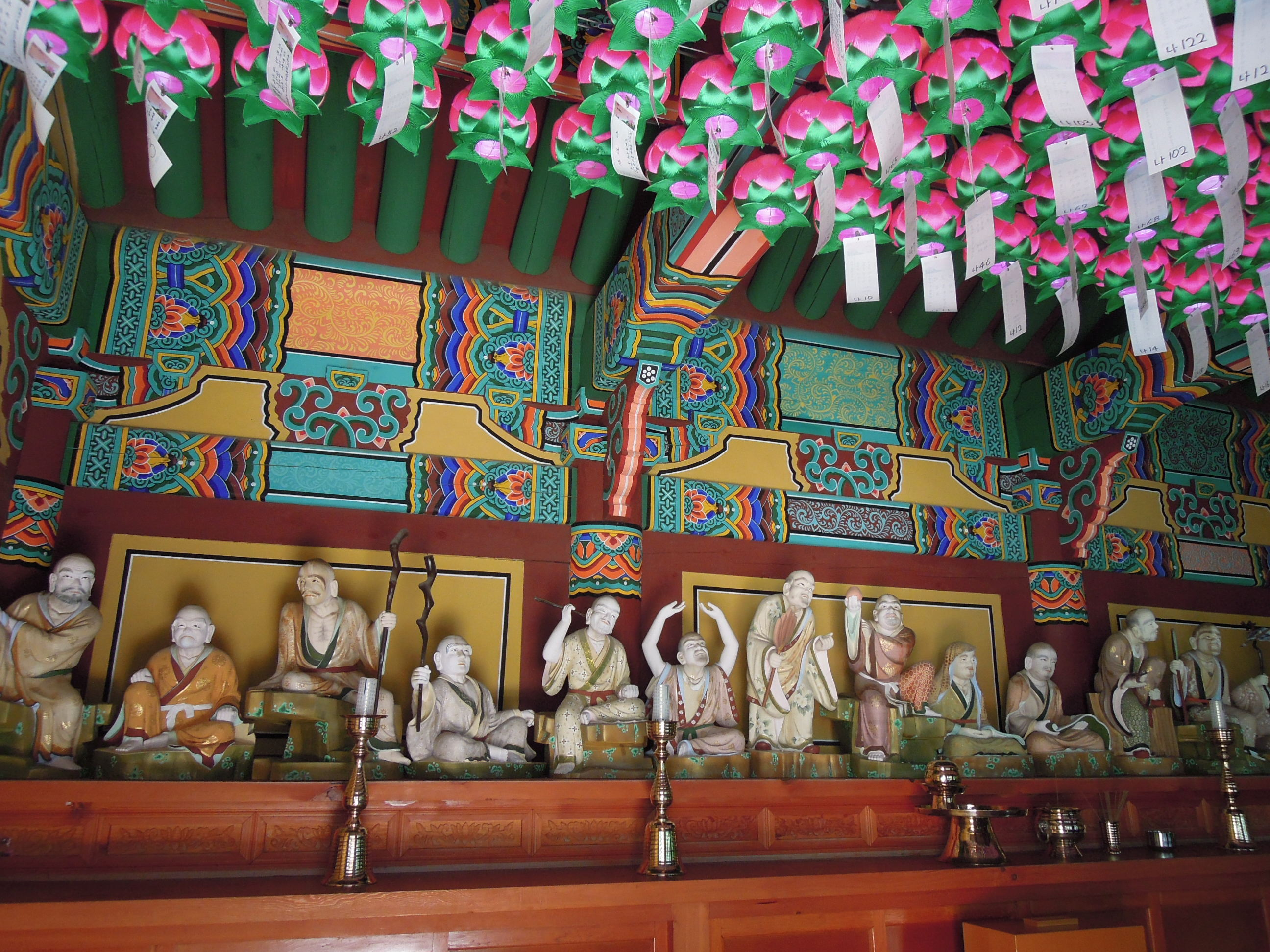
Im Inneren des Cheongpyeong-Tempels

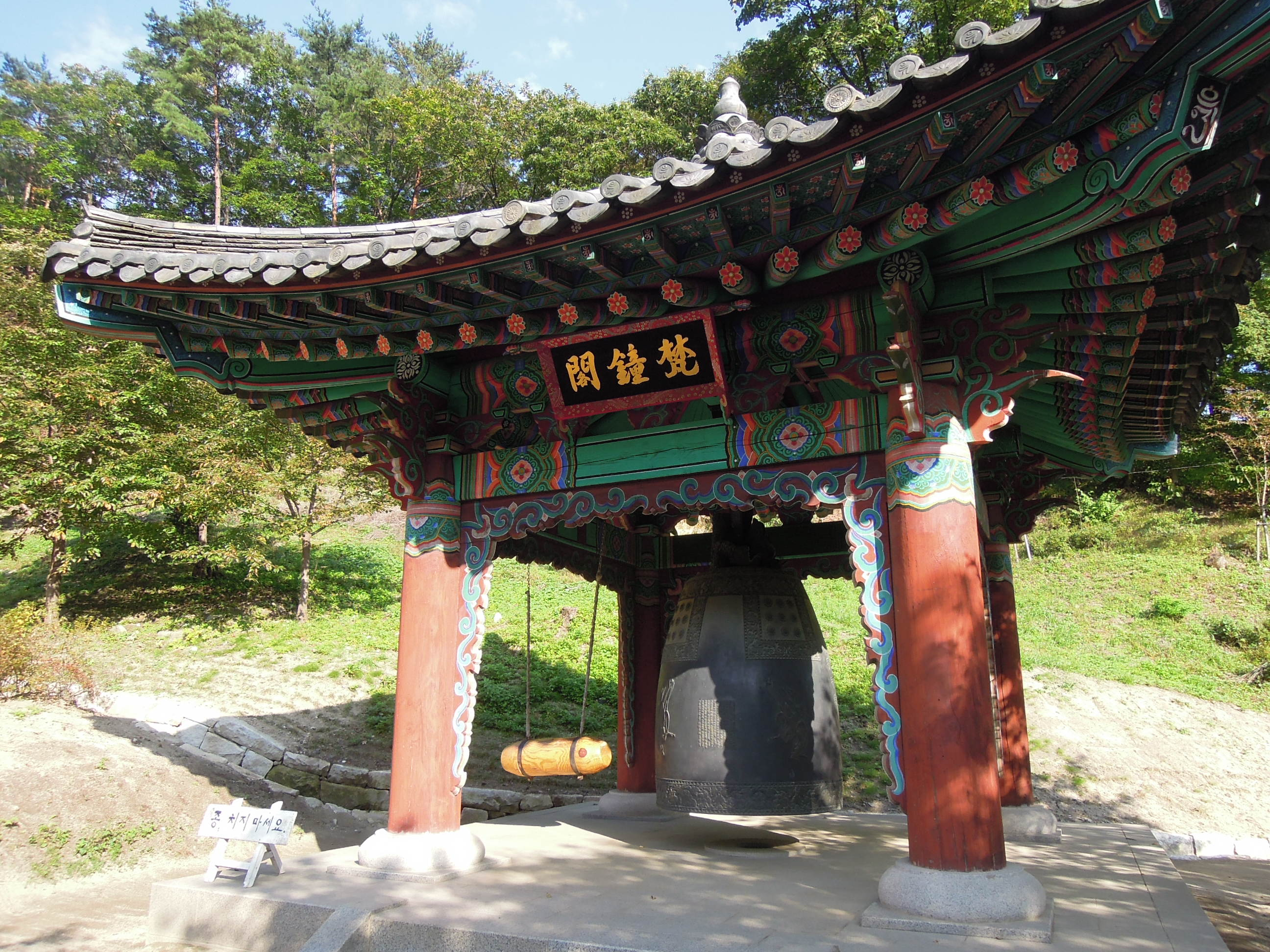
Die große Glocke des Cheongpyeong-Tempels

Zwischen 1910 und 1945, als Korea Teil des Japanischen Kaiserreichs war, trug die Stadt offiziell den japanischen Namen Shunsen (japanisch 春川), welcher der sinojapanischen Aussprache der koreanischen Hanja entspricht.
Im Koreakrieg wurde das in der Nähe des 38. Breitengrads gelegene Chuncheon weitgehend zerstört und danach wieder aufgebaut.
1995 wurde Chuncheon mit dem es umgebenden gleichnamigen Kreis vereinigt.

## Verkehr

### Eisenbahn
Chuncheon ist mit der Hauptstadt Seoul durch eine erst wenige Jahre alte Eisenbahn-Strecke verbunden, die zu 30 % in Tunneln verläuft. Die Fahrzeit der modernen Züge mit Einheitsklasse beträgt ab Seoul-Yongsan 74 Minuten, ab Seoul-Cheongnyangni etwa eine Stunde. Sie fahren im Stundentakt. Die alte Strecke, die weitgehend dem Verlauf des Han-Flusses folgte und eine Fahrzeit von 2½ Stunden hatte, wurde stillgelegt. Im Gegensatz zu den Hochgeschwindigkeitsstrecken, z. B. nach Busan, wo die Züge bis zu 300 km/h erreichen, wird die Strecke nach Chuncheon mit max. 180 km/h befahren. Etwa die halbe Distanz der Strecke ist gleichzeitig eine der neun U-Bahnstrecken Seouls.

### Straße
Zwischen Chuncheon und der Hauptstadt Seoul verläuft der Gyeongchun-Expressway. Durch diese Autobahn sind beide Städte mit nur wenig mehr als einer Stunde Autofahrt verbunden, gerechnet ab Stadtgrenze Seoul.

## Söhne und Töchter der Stadt
- Han Seung-soo (* 1936), Politiker und Diplomat
- Choi Seung-ho (* 1954), Lyriker
- Lee Nam-sun (* 1961), Eisschnellläuferin
- Lee Seong-ae (* 1962), Eisschnellläuferin
- Lee Yeon-ju (* 1964), Eisschnellläuferin
- Kang Young-sook (* 1967), Schriftstellerin
- Jin Jong-oh (* 1979), Sportschütze
- Kim Yong-hwa (* 1971), Regisseur
- Son Heung-min (* 1992), Fußballspieler
- Hwang Hee-chan (* 1996), Fußballspieler
- Seunghee (* 1996), Sängerin, Schauspielerin und Model
- Yubin (* 1997), Sängerin, Schauspielerin und Model